# Federação Russa de Voleibol
A Federação Russa de Voleibol  (em russo: Всероссийская федерация волейбола, Vserossijskaya Federatsiya Volejbola,  VFV) é  uma organização fundada em 1991, que governa a pratica de voleibol na Rússia, sendo membro da Federação Internacional de Voleibol  desde 1957 e da Confederação Européia de Voleibol, a entidade é responsável por  organizar  os campeonatos nacionais de  voleibol masculino e feminino no país, antes da extinção da  União Soviética a Federação Soviética de Voleibol [Федерация волейбола СССР, Federacija Volejbola SSSR (FVSSSR)].